# Chrom (Fire Emblem)
Chrom (クロム, Chrom) est un personnage issu de la franchise de jeux vidéo Fire Emblem. Il est apparu dans le treizième volet de la série, Fire Emblem: Awakening, sorti sur Nintendo 3DS en 2012. Prince puis roi du Saint-Royaume d’Ylisse, il fait partie des trois principaux protagonistes du jeu, avec sa fille Lucina et l’avatar du joueur, le stratège Daraen. Il figure également de manière plus mineure dans certains épisodes ultérieurs de la série, ainsi que dans Super Smash Bros. Ultimate en plus de quelques caméos dans divers autres jeux.
Frère cadet de la reine Emmeryn en début de jeu, il est un lointain descendant du Roi-Héros Marth, et ainsi l'actuel porteur de son épée Falchion, le trésor national d'Ylisse. Il est le commandant d'un groupe de miliciens, les Veilleurs, chargé de surveiller les frontières du royaume et de protéger les populations, et est chargé de mener les forces du pays dans ses guerres contre le royaume de Plegia, l'empire de Valm et le dragon déchu Grima. Il est aussi le père de Lucina, dont la mère est choisie parmi une liste de personnages féminins qui peut inclure l'avatar si ce dernier est de sexe féminin.
Sorti dans un contexte difficile pour la série, Fire Emblem: Awakening a été pensé comme un chant du cygne, en reprenant des éléments issus de la plupart des jeux précédents. Cette volonté se manifeste également au travers de Chrom, qui occupe dans ce jeu le rôle du personnage principal traditionnel de la série Fire Emblem, et emprunte donc beaucoup d'éléments tant dans son design, sa personnalité ou son histoire à certains protagonistes précédents comme Marth, Sigurd ou Ike. Ceci a valu à Chrom une certaine popularité, suffisante pour que son ajout dans Super Smash Bros. Ultimate soit plébiscité par une grande partie de la communauté.

## Apparence
Chrom est un jeune homme d'une vingtaine d'années. Il porte des vêtements principalement bleus, tout comme ses cheveux et ses yeux, à l'exception de sa cape blanche. Il a pour particularité physique de porter la marque de la Sainte-Lignée, preuve de son appartenance à la famille royale d’Ylisse, sur son épaule gauche. Il est généralement représenté maniant son épée Falchion.
Dans Fire Emblem: Awakening, son character design est assuré par Yūsuke Kozaki. Il est doublé par Tomokazu Sugita en version japonaise dans toutes ses apparitions, et par Matthew Mercer en version anglaise.

## Personnalité
Chrom est un homme direct, convaincu du bien-fondé de la voie qu'il a choisie. Il se soucie beaucoup de ceux qui l'entourent et sont à son service, et il est très attentif à eux et à leurs besoins. En tant que chef, il fait de son mieux pour être un exemple et une source d'inspiration pour les autres. Bien qu'il ait le plus grand respect pour les méthodes pacifistes d'Emmeryn, et qu'après sa mort il cherche à honorer son héritage, il pense qu'en fin de compte la force sera nécessaire pour contrer ceux qui mettraient en danger un monde pacifique et que s'il le faut, il est prêt à se battre et à tuer pour défendre la paix.
Chrom a une confiance absolue dans ses amis et ses alliés. Quelles que soient les circonstances ou les risques, il tentera d'aider toute personne dans le besoin qu'il rencontrera, conscient et prêt à en assumer les conséquences potentielles si cela s'avère nécessaire. Il croit fermement au pouvoir de l'unité, qu'un front uni étroitement lié par l'amitié et la confiance peut vaincre ensemble même les menaces les plus puissantes.

## Apparitions

### Synthèse
| Année | Jeu                        | Plateforme                        | Jouable | Notes              |
| ----- | -------------------------- | --------------------------------- | ------- | ------------------ |
| 2012  | Fire Emblem: Awakening     | Nintendo 3DS                      | Oui     |                    |
| 2015  | Fire Emblem Fates          | Nintendo 3DS                      | Non     |                    |
| 2015  | Tokyo Mirage Sessions #FE  | Wii U, Nintendo Switch            | Oui     | Mirage uniquement  |
| 2015  | Project X Zone 2           | Nintendo 3DS                      | Oui     |                    |
| 2017  | Fire Emblem Heroes         | iOS / Android                     | Oui     |                    |
| 2017  | Fire Emblem Warriors       | Nintendo Switch, New Nintendo 3DS | Oui     |                    |
| 2018  | Super Smash Bros. Ultimate | Nintendo Switch                   | Oui     |                    |
| 2023  | Fire Emblem Engage         | Nintendo Switch                   | Oui     | Emblème uniquement |

### Dans la sérieFire Emblem
Dans Fire Emblem: Awakening, Chrom est le prince du Saint-Royaume d'Ylisse, chargé de la défense du pays au cours de la guerre contre le royaume voisin de Plegia. Peu avant le début du conflit, il fait la rencontre d'un mystérieux stratège amnésique, Daraen, et d'une jeune femme masquée qui dissimule son identité sous le nom de Marth. Au terme de cette guerre, Chrom triomphe du roi de Plegia Gangrel et se marie, mais doit succéder à sa sœur la reine Emmeryn qui a péri. Par la suite, il apprend que "Marth" est en réalité Lucina, sa propre fille venue d'un futur dévasté par le dragon déchu Grima où il a été tué par l'un de ses alliés. Après avoir compris la vraie nature de Grima et son lien avec Daraen, les choses prennent un tour pour le meilleur et le père et la fille parviennent à stopper le dragon avant qu’il ne soit trop tard.
Dans Fire Emblem Fates, Chrom peut être affronté dans un chapitre optionnel disponible en contenu téléchargeable additionnel. Il ne peut être recruté et ne joue aucun rôle significatif dans l'histoire.
De plus, il apparaît dans Fire Emblem Engage sous forme d'Emblème aux côtés de Daraen dans le passe d'extension disponible par DLC, c'est-à-dire pouvant être invoqué par une unité pour bénéficier de certaines de ses aptitudes. Son rôle dans l’histoire y est également modeste.
Chrom est aussi apparu dans certains jeux dérivés de la série, comme le jeu mobile Fire Emblem Heroes, un cross-over entre l'ensemble des jeux de la série, mais également dans Fire Emblem Warriors premier du nom, un cross-over avec la série Dynasty Warriors comprenant de nombreux personnages issus de l’univers Fire Emblem.
Dans le jeu Tokyo Mirage Sessions #FE, un crossover avec la série Megami Tensei, Chrom est le personnage partenaire dit Mirage de Itsuki Aoi.

### Dans la sérieSuper Smash Bros.
Chrom fait un premier caméo dans Super Smash Bros. for Nintendo 3DS / for Wii U, où il apparaît brièvement durant le smash final de Daraen.
Il devient jouable dans Super Smash Bros. Ultimate dès la sortie du jeu, et peut être débloqué dans le mode de jeu La Lueur du monde. Sa présence est confirmée dans une bande-annonce publiée le 8 août 2018. Il est le combattant Écho, c'est-à-dire le clone de Roy dans le gameplay. Les différences sont minimes, mais Chrom est généralement considéré moins bon que son modèle par la communauté, en raison de ses difficultés à revenir sur le terrain après en avoir été expulsé.

### Dans d’autres jeux
Il fait également un caméo dans le jeu Project X Zone 2, un cross-over entre de nombreuses franchises où lui et Lucina sont des personnages jouables.